# هنر نیومدیا

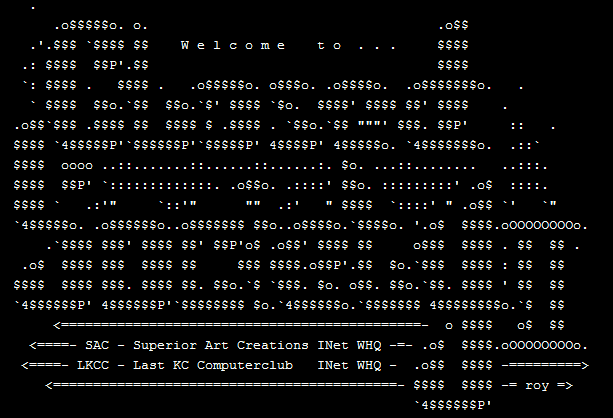
اسکرین شات Newskool ASCII با عبارت “Closed Society II”

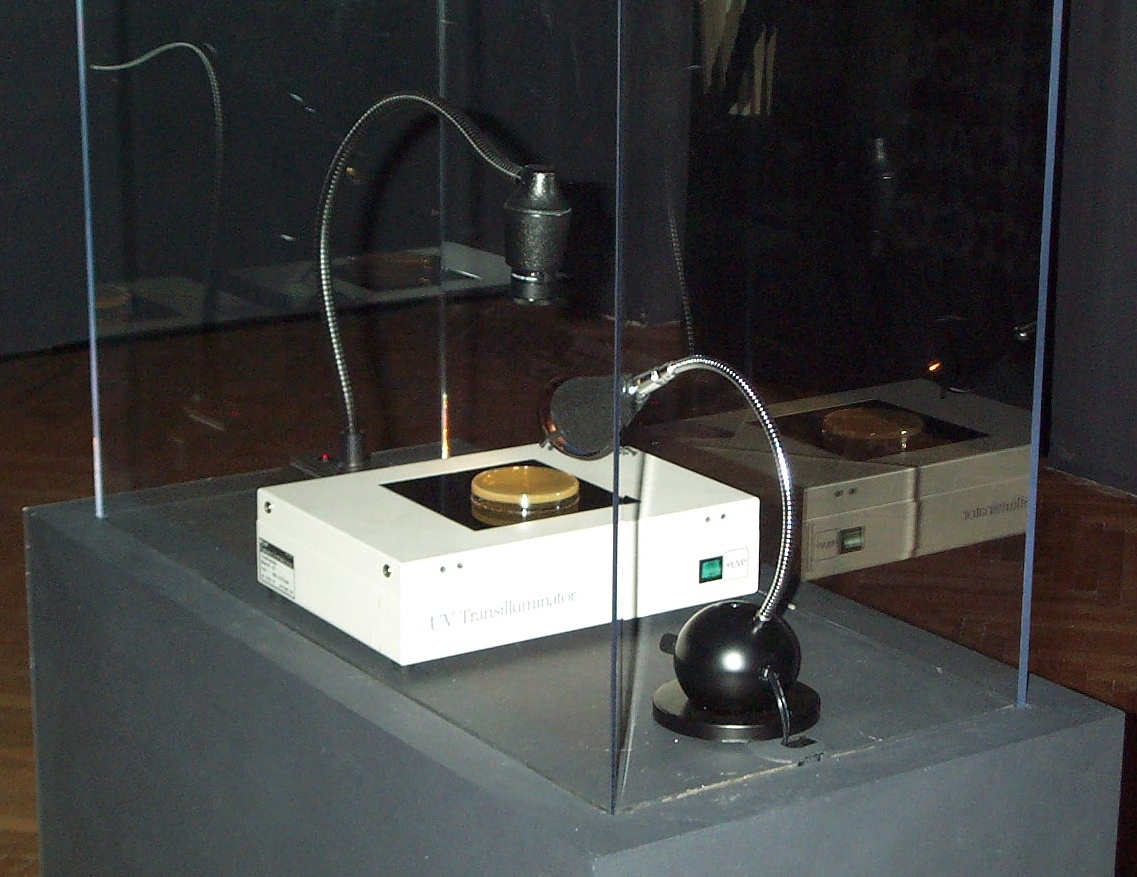
نصب ادواردو کاک "Genesis" Ars Electronica ۱۹۹۹

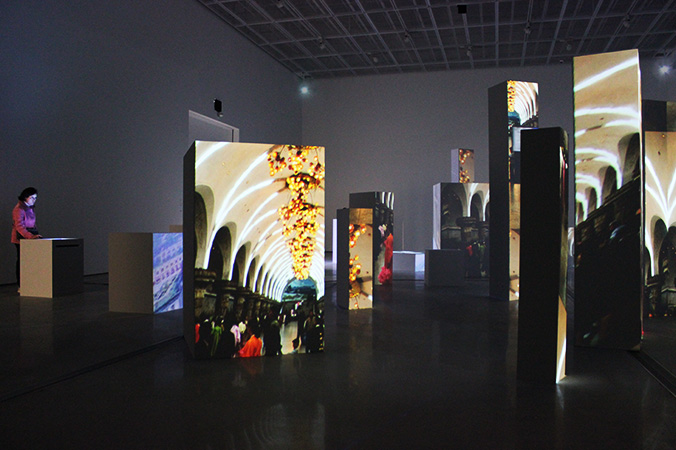
۱۰۰۰۰ شهر متحرک، مارک لی ، ۲۰۱۳، موزه ملی هنر مدرن و معاصر سئول، کره

هنر نیومدیا (انگلیسی: New media art) یا هنر رسانه‌های جدید شامل آثار هنری است که با استفاده از فناوری‌های عصر اطلاعات، به‌ویژه رسانه الکترونیکی طراحی و حلق شده‌اند. این گونه آثار شامل هنر مجازی ، گرافیک رایانه‌ای ، پویانمایی رایانه‌ای ، هنر دیجیتال ، هنر تعاملی ، هنر صوتی ، هنر اینترنتی ، بازی های ویدئویی ، رباتیک ، چاپ سه بعدی و هنر سایبورگ است. 

## مهمترین مراکز
- شبکه استرالیایی هنر و فناوری
- مرکز هنر و رسانه زد.ک.ام کارلسروهه
- مرکز هنر معاصر برای تصویر
- بنیاد دنیل لانگلوا
- مرکز هنر و فناوری Eyebeam
- بنیاد هنر و فناوری خلاق (FACT)
- بنیاد هنری منطقه خاکستری
- هاروست ورکس
- اینتراکسس
- مرکز هنر دیجیتال لس آنجلس (LACDA)
- انستیتوی هنر رسانه هلند
- مرکز ارتباطات متقابل NTT
- ریزوم (سازمان)
- RIXC
- مدرسه پردازش بوطیقائی (SFPC)
- مدرسه موسسه هنر شیکاگو
- اسکوئیکی‌ویل بوفالو: مرکز هنرهای فیلم و رسانه
- موسسه V2 برای رسانه‌های ناپایدار
- وورم